# Lester Horton
Lester Horton (ur. 23 stycznia 1906 w Indianapolis, zm. 2 listopada 1953 w Los Angeles) – amerykański choreograf, tancerz i nauczyciel (modern dance). tańczył również w filmach i nocnych klubach.
W roku 1928 założył w Los Angeles zespół, który występował do roku 1960. Horton łączył elementy tańców wielokulturowej Ameryki z modern dance i jazzem. Jednym z jego uczniów był Alvin Ailey.